# Campeonato da Europa de Atletismo de 2016 - 200 m feminino
A prova dos 200 metros feminino do Campeonato da Europa de Atletismo de 2016 foi disputada entre os dias 6 e 7 de julho de 2016 no Estádio Olímpico de Amsterdã em Amesterdão,  nos Países Baixos. 

## Recordes
Antes desta competição, os recordes mundiais e do campeonato nesta prova eram os seguintes:
|                       | Nome                     | Nacionalidade  | Tempo  | Local     | Data                   |
| --------------------- | ------------------------ | -------------- | ------ | --------- | ---------------------- |
| Recorde mundial       | Florence Griffith Joyner | Estados Unidos | 21s 34 | Seul      | 29 de setembro de 1988 |
| Recorde do campeonato | Heike Drechsler          | Alemanha       | 21s 71 | Estugarda | 29 de agosto de 1986   |
| Recorde europeu       | Dafne Schippers          | Países Baixos  | 21s 63 | Pequim    | 28 de agosto de 2015   |

## Medalhistas
| Ouro                   | Prata                    | Bronze                  |
| Dina Asher-Smith (GBR) | Ivet Lalova-Collio (BUL) | Gina Lückenkemper (GER) |

## Cronograma
Todos os horários são locais (UTC+2).
| Data       | Hora  | Evento    |
| ---------- | ----- | --------- |
| 6 de julho | 12:10 | Bateria   |
| 6 de julho | 17:30 | Semifinal |
| 7 de julho | 19:10 | Final     |

## Resultados

### Bateria
Qualificação: 3 atletas de cada bateria  (Q) mais os 4 melhores qualificados (q).
Vento:
Bateria 1: 0,9 m / s, Bateria 2: 1,1 m / s, Bateria 3: 0,2 m / s, Bateria 4: 0,7 m / s
| Posição | Bateria | Raia | Atleta              | Nacionalidade | Tempo | Notas |
| ------- | ------- | ---- | ------------------- | ------------- | ----- | ----- |
| 1       | 3       | 5    | Maja Mihalinec      | Eslovênia     | 23.01 | Q,    |
| 2       | 4       | 6    | Maria Belibasaki    | Grécia        | 23.03 | Q,    |
| 3       | 2       | 4    | Jamile Samuel       | Países Baixos | 23.04 | Q, =  |
| 4       | 3       | 4    | Nadine Gonska       | Alemanha      | 23.13 | Q     |
| 5       | 4       | 2    | Mujinga Kambundji   | Suíça         | 23.20 | Q     |
| 6       | 2       | 3    | Anna Kiełbasińska   | Polónia       | 23.21 | Q,    |
| 6       | 3       | 8    | Ellen Sprunger      | Suíça         | 23.21 | Q,    |
| 8       | 1       | 7    | Laura de Witte      | Países Baixos | 23.23 | Q,    |
| 9       | 2       | 7    | Yelizaveta Bryzgina | Ucrânia       | 23.37 | Q     |
| 10      | 1       | 8    | Estela García       | Espanha       | 23.40 | Q     |
| 11      | 4       | 8    | Nana Jacob          | Espanha       | 23.43 | Q     |
| 12      | 1       | 6    | Eleni Artymata      | Chipre        | 23.46 | Q     |
| 13      | 2       | 2    | Sabina Veit         | Eslovênia     | 23.47 | q     |
| 14      | 1       | 3    | Agata Forkasiewicz  | Polónia       | 23.53 | q,    |
| 15      | 4       | 3    | Alexandra Bezeková  | Eslováquia    | 23.56 | q     |
| 16      | 2       | 6    | Inna Eftimova       | Bulgária      | 23.58 | q     |
| 17      | 2       | 5    | Cornelia Halbheer   | Suíça         | 23.61 |       |
| 18      | 1       | 4    | Olivia Borlée       | Bélgica       | 23.64 |       |
| 19      | 3       | 6    | Mariya Ryemyen      | Ucrânia       | 23.67 |       |
| 20      | 4       | 7    | Klaudia Konopko     | Polónia       | 23.76 |       |
| 21      | 4       | 4    | Martina Amidei      | Itália        | 23.79 |       |
| 22      | 1       | 5    | Irene Siragusa      | Itália        | 23.87 |       |
| 23      | 3       | 7    | Olga Lenskiy        | Israel        | 23.90 |       |
| 24      | 1       | 2    | Marcela Pírková     | Chéquia       | 24.03 |       |
| 25      | 3       | 2    | Pernilla Nilsson    | Suécia        | 24.18 |       |
| 26      | 3       | 3    | Charlotte Wingfield | Malta         | 24.46 |       |
| 27      | 4       | 5    | Diana Khubeseryan   | Armênia       | 25.56 |       |
| 28      | 2       | 8    | Zyanne Hook         | Gibraltar     | 26.78 |       |

### Semifinal
Qualificação: 2 atletas de cada bateria  (Q) mais os  2 melhores qualificados (q). 
Vento:
Bateria 1: 0,0 m / s, Bateria 2: 0,0 m / s, Bateria 3: 1,3 m / s
| Posição | Bateria | Raia | Atleta               | Nacionalidade | Tempo | Notas |
| ------- | ------- | ---- | -------------------- | ------------- | ----- | ----- |
| 1       | 2       | 5    | Dina Asher-Smith*    | Grã-Bretanha  | 22.57 | Q,    |
| 1       | 3       | 4    | Ivet Lalova-Collio*  | Bulgária      | 22.57 | Q,    |
| 3       | 1       | 5    | Gina Luckenkemper*   | Alemanha      | 22.90 | Q     |
| 4       | 2       | 6    | Tessa van Schagen*   | Países Baixos | 22.95 | Q     |
| 5       | 3       | 6    | Nataliya Pohrebnyak* | Ucrânia       | 22.98 | Q     |
| 6       | 1       | 7    | Jamile Samuel        | Países Baixos | 23.02 | Q,    |
| 7       | 2       | 3    | Lisa Mayer*          | Alemanha      | 23.06 | q     |
| 8       | 1       | 3    | Jodie Williams*      | Grã-Bretanha  | 23.14 | q     |
| 9       | 1       | 6    | Maria Belibasaki     | Grécia        | 23.16 |       |
| 10      | 3       | 5    | Maja Mihalinec       | Eslovênia     | 23.17 |       |
| 11      | 2       | 4    | Mujinga Kambundji    | Suíça         | 23.23 |       |
| 12      | 3       | 3    | Nadine Gonska        | Alemanha      | 23.24 |       |
| 13      | 1       | 4    | Gloria Hooper*       | Itália        | 23.25 |       |
| 14      | 2       | 7    | Anna Kiełbasińska    | Polónia       | 23.36 |       |
| 15      | 2       | 2    | Nana Jacob           | Espanha       | 23.45 |       |
| 16      | 3       | 1    | Laura de Witte       | Países Baixos | 23.48 |       |
| 17      | 3       | 8    | Estela García        | Espanha       | 23.53 |       |
| 18      | 1       | 8    | Ellen Sprunger       | Suíça         | 23.54 |       |
| 18      | 3       | 2    | Inna Eftimova        | Bulgária      | 23.54 |       |
| 20      | 3       | 7    | Eleni Artymata       | Chipre        | 23.58 |       |
| 21      | 1       | 2    | Agata Forkasiewicz   | Polónia       | 23.59 |       |
| 22      | 2       | 8    | Yelizaveta Bryzgina  | Ucrânia       | 23.64 |       |
| 23      | 1       | 1    | Alexandra Bezeková   | Eslováquia    | 23.71 |       |
| 24      | 2       | 1    | Sabina Veit          | Eslovênia     | 23.72 |       |

*Atletas que entraram direto nas  semifinais

### Final
Vento: -0,4 m / s 
| Posição           | Raia | Atleta              | Nacionalidade | Tempo | Notas                |
| ----------------- | ---- | ------------------- | ------------- | ----- | -------------------- |
| Medalha de ouro   | 5    | Dina Asher-Smith    | Grã-Bretanha  | 22.37 | Recorde da temporada |
| Medalha de prata  | 4    | Ivet Lalova-Collio  | Bulgária      | 22.52 | Recorde da temporada |
| Medalha de bronze | 6    | Gina Lückenkemper   | Alemanha      | 22.74 |                      |
| 4                 | 7    | Jamile Samuel       | Países Baixos | 22.83 | Recorde da temporada |
| 5                 | 8    | Nataliya Pohrebnyak | Ucrânia       | 22.84 |                      |
| 6                 | 1    | Jodie Williams      | Grã-Bretanha  | 22.96 |                      |
| 7                 | 3    | Tessa van Schagen   | Países Baixos | 23.03 |                      |
| 8                 | 2    | Lisa Mayer          | Alemanha      | 23.10 |                      |

Legenda
| Recorde mundial       | Recorde mundial (World record)               |                       | Recorde africano                      | Recorde africano (African) |                                           | Q | Classificado por posição (Qualified) |
| Recorde do campeonato | Recorde do campeonato (Championship record)  | Recorde da América    | Recorde da América (Americas)         | q                          | Classificado por melhor tempo (Qualified) |   |                                      |
| Melhor marca do ano   | Melhor marca do ano (World leading)          | Recorde asiático      | Recorde asiático (Asian)              | DNS                        | Não largou (Did not start)                |   |                                      |
| Recorde nacional      | Recorde nacional (National record)           | Recorde europeu       | Recorde europeu (European)            | DNF                        | Não terminou (Did not finish)             |   |                                      |
| Recorde pessoal       | Recorde pessoal do atleta (Personal best)    | Recorde da Oceania    | Recorde da Oceania (Oceania)          | DSQ / DQ                   | Desclassificado (Disqualified)            |   |                                      |
| Recorde da temporada  | Recorde da temporada do atleta (Season best) | Recorde sul-americano | Recorde sul-americano (South America) | NM                         | Sem marca (No mark)                       |   |                                      |